# Desmognathus orestes
Desmognathus orestes là một loài kỳ giông trong họ Plethodontidae. Đây là loài đặc hữu của Hoa Kỳ.
Các môi trường sống tự nhiên của chúng là các khu rừng ôn hòa, sông, sông có nước theo mùa, suối nước ngọt, và vùng nhiều đá. Loài này đang bị đe dọa do mất môi trường sống.